# Lokalna cesta L67187
L67187 je lokalna cesta u Hrvatskoj.
Nalazi se na otoku Hvaru i prolazi kroz grad Stari Grad. Početak ceste je čvor sa s glavnom prometnicom na otoku, Državnom cestom D116, na raskršću u blizini trajektne luke na kojem započinje županijska cesta Ž6252, a kraj u Starogradskom polju, gdje se spaja na Ž6206.
Uz cestu i u blizini ceste, nalazi se:
- crkva sv. Lucije
- arheološki lokalitet "Remetin dvor" (uz crkvu sv. Ivana)
- dominikanski samostan i crkva sv. Petra (30 m od ceste)
- crkva sv. Mikule
- gradsko groblje
- Austrijska cesta (započinje kod križanja s D116)

## Vanjske poveznice
|  | Zajednički poslužitelj ima još gradiva o temi Lokalna cesta L67187 |